# Igor Siergiejew (wojskowy)

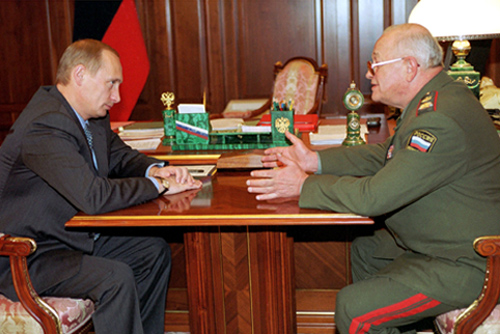
Siergiejew podczas rozmowy z prezydentem Federacji Rosyjskiej Władimirem Putinem w grudniu 2000

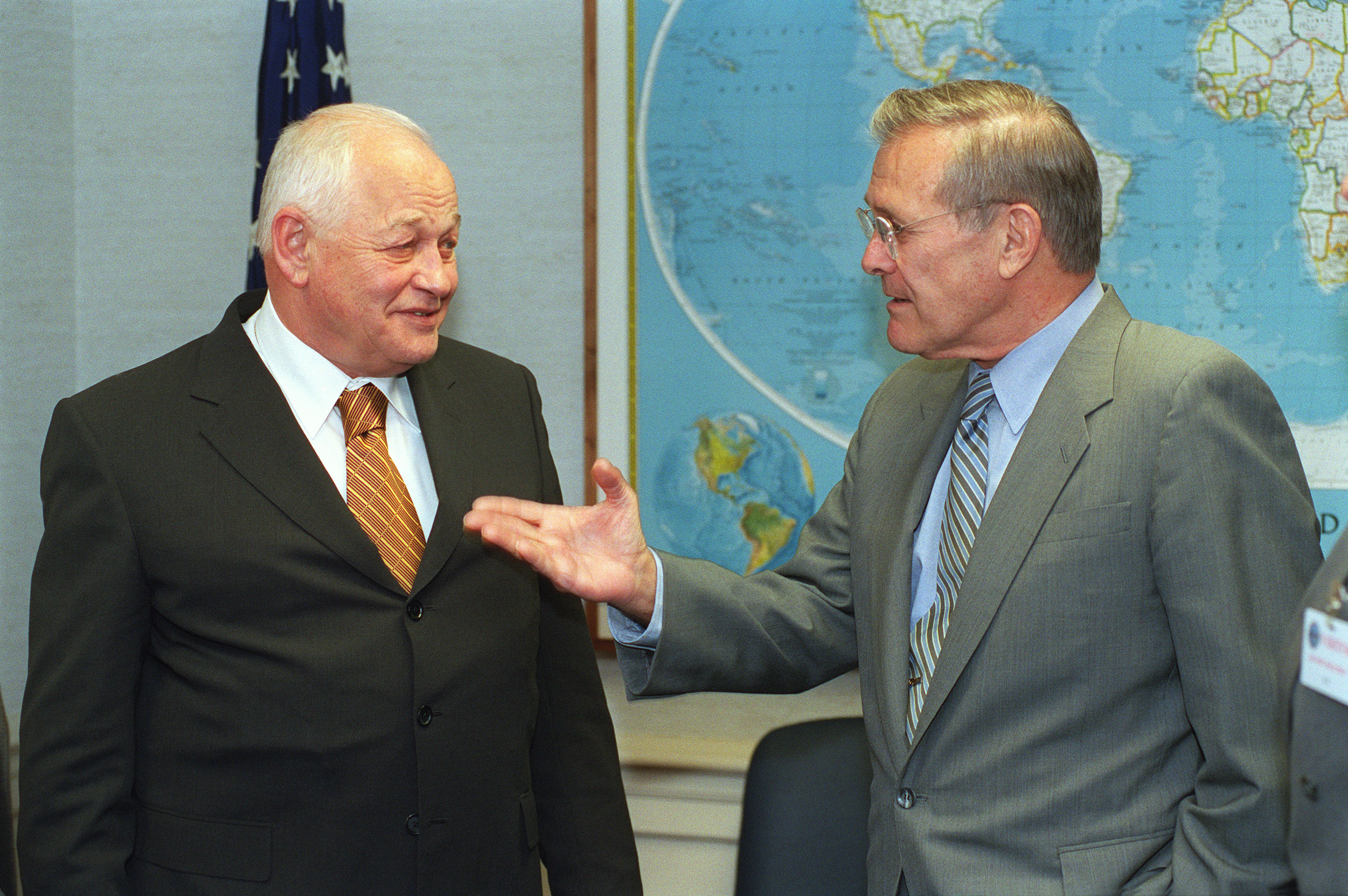
Igor Siergiejew podczas spotkania w Pentagonie z Donaldem Rumsfeldem w 2001

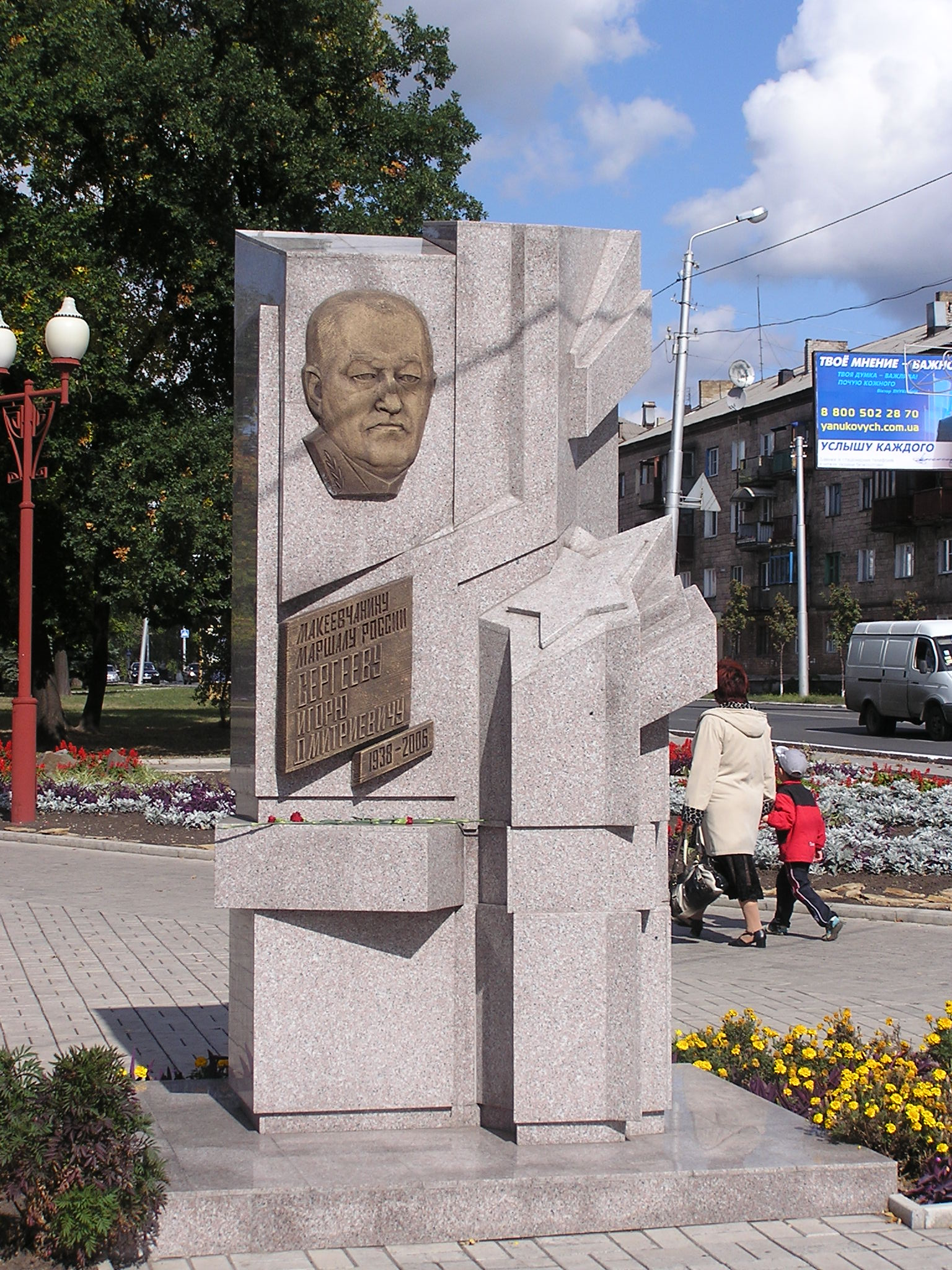
Pomnik marszałka Igora Siergiejewa w Makiejewce

Igor Dmitrijewicz Siergiejew (ros. Игорь Дмитриевич Сергеев; ur. 20 kwietnia 1938 w Wierchnyja, zm. 10 listopada 2006 w Moskwie) – rosyjski wojskowy, polityk i działacz państwowy. Minister obrony Federacji Rosyjskiej w latach 1997–2001. Jedyny marszałek Federacji Rosyjskiej. Bohater Federacji Rosyjskiej. Doktor nauk technicznych (1994)

## Życiorys
W lipcu 1955 rozpoczął służbę w Armii Radzieckiej. W 1960 ukończył z wyróżnieniem Czarnomorską Wyższą Szkołę Marynarki Wojennej w Sewastopolu. Później został jeszcze absolwentem Wojskowej Akademii imienia F. E. Dzierżyńskiego (w 1973) oraz Wojskowej Akademii Sztabu Generalnego Sił Zbrojnych ZSRR im. K.J. Woroszyłowa (w 1980).
Służył na różnych stanowiskach dowódczych i sztabowych w Strategicznych Wojskach Rakietowych, gdzie od 1992 był szefem sztabu.
Nominowany przez prezydenta Jelcyna na ministra obrony Federacji Rosyjskiej w 1997. Po katastrofie okrętu podwodnego Kursk na Morzu Barentsa w roku 2000 przyjął odpowiedzialność za tę tragedię i w marcu 2001 został zdymisjonowany: ministrem obrony został wówczas Siergiej Iwanow.
Po odejściu z funkcji ministerialnej, jeszcze tego samego dnia objął funkcję pomocnika prezydenta Federacji Rosyjskiej ds. stabilności strategicznej. Do jego obowiązków na tym stanowisku należało opracowywanie propozycji dotyczących zapewnienia stabilności strategicznej i jej umocnienia w dziedzinie bezpieczeństwa wojskowego państwa. 30 marca 2004 został odwołany z tego stanowiska. Od 2002 koordynował działalność publicznych organizacji weteranów. Został mianowany wiceprzewodniczącym Rosyjskiego Komitetu Organizacyjnego „Zwycięstwo”. Od 2005 do 2006 pełnił funkcję prezydenta Klubu Dowódców Wojskowych Federacji Rosyjskiej.
Został pochowany z honorami wojskowymi na cmentarzu Trojekurowskim w Moskwie.

## Ordery i odznaczenia
- Bohater Federacji Rosyjskiej (1999)[1]
- Order „Za zasługi dla Ojczyzny” II klasy (2001)[2]
- Order „Za zasługi wojskowe” (1995)
- Order Honoru (2003)[3]
- Order Rewolucji Październikowej (1987)
- Order Czerwonego Sztandaru Pracy (1988)
- Order Czerwonej Gwiazdy (1982)
- Order „Za służbę Ojczyźnie w Siłach Zbrojnych ZSRR” III klasy (1976)
- Medal Żukowa
- Medal jubileuszowy „W upamiętnieniu 100-lecia urodzin Władimira Iljicza Lenina”
- Medal jubileuszowy „Dwudziestolecia zwycięstwa w Wielkiej Wojnie Ojczyźnianej 1941–1945”
- Medal Jubileuszowy „300 lat Rosyjskiej Floty”
- Medal 850-lecia Moskwy
- Medal „Weteran Sił Zbrojnych ZSRR”
- Medal jubileuszowy „50 lat Sił Zbrojnych ZSRR”
- Medal jubileuszowy „60 lat Sił Zbrojnych ZSRR”
- Medal jubileuszowy „70 lat Sił Zbrojnych ZSRR”
- Medal „Za nienaganną służbę” I klasy
- Medal „Za nienaganną służbę” II klasy
- Medal „Za nienaganną służbę” III klasy
- Order Gwiazdy Jugosłowiańskiej (Federalna Republika Jugosławii, 1999)[4]
- Medal „Za umocnienie braterstwa broni” (Czechosłowacka Republika Socjalistyczna)
- Order „Manas” III klasy (Kirgistan, 1999)
- Nagroda Rządu Federacji Rosyjskiej w dziedzinie nauki i techniki

## Upamiętnienie
- W Makiejewce znajduje się pomnik Igora Siergiejewa. W mieście znajduje się także poświęcona jego pamięci tablica pamiątkowa.
- W Moskwie w 2017 jego imieniem nazwano ulicę[5].
- 20 kwietnia 2018 na terenie Akademii Marynarki Wojennej im. Pawła Nachimowa odsłonięto jego pomnik.